# ساليوت 1
ساليوت 1 (دي أوه سي 1) (بالروسية: Салют-1) كانت أول محطة فضائية على الإطلاق، أطلقها الاتحاد السوفيتي لتدور في مدار أرضي منخفض في 19 أبريل 1971. تبع ذلك خمس عمليات إطلاق أكثر نجاحًا لسبع محطات أخرى ضمن برنامج ساليوت. أصبحت الوحدة النهائية للبرنامج، زفيزدا (دي أوه سي 8)، الهيكل الرئيسي للجزء الروسي من محطة الفضاء الدولية، وما زالت في المدار حتى يومنا هذا.

## نظرة عامة
نشأت ساليوت 1 كتعديل لبرنامج محطة الفضاء العسكرية ألماز التي كانت قيد التطوير في ذلك الوقت. بعد هبوط مهمة أبولو 11 على سطح القمر في يوليو 1969، بدأ السوفييت بتحويل تركيزهم الأساسي لبرنامج الفضاء المأهول الخاص بهم نحو بناء محطات فضاء مدارية، مع احتمال الهبوط على القمر في وقت لاحق في السبعينات إذا أصبحت صاروخ إن 1 الداعم جاهزًا للإطلاق (لم يحدث ذلك). كان أحد الدوافع الأخرى لبرنامج محطة الفضاء هو الرغبة في التغلب على برنامج سكايلاب الأمريكي الذي كان قيد التطوير. استند الهيكل الأساسي لساليوت 1 على محطة ألماز مع بعض التعديلات وقد شكل أساس جميع محطات الفضاء السوفياتية حتى محطة مير.
أشير داخليًا إلى محطات الفضاء السوفياتية المدنية باسم دي أوه سي (الاختصار الروسي لـ «محطة مدارية طويلة الأمد»)، على الرغم من الاستخدام العلني لاسم ساليوت للإشارة إلى محطات دي أوه سي الست الأولى (كانت محطة مير تُعرف داخليًا باسم دي أوه سي 7). مع ذلك، أُجريت العديد من التجارب العسكرية على متن ساليوت 1، بما في ذلك الحارس البصري المرئي أوه دي 4، وأداة أوريون للأشعة فوق البنفسجية لتمييز أعمدة عوادم الصواريخ الغازية، ومقياس إشعاع سفينتس السري للغاية. 

## تاريخ البناء والتشغيل
بدأ بناء ساليوت 1 في أوائل عام 1970، وبعد نحو عام شُحنت إلى قاعدة بايكونور الفضائية. كان هناك بعض أعمال التجميع المتبقية التي لم تُنجز بعد، وتم الانتهاء منها في مركز الإطلاق. أدار رئيس لجنة مهمات سويوز في ذلك الوقت، كريم كريموف، برنامج ساليوت. 
كان من المقرر إطلاق المحطة في 12 أبريل 1971، ليتزامن مع الذكرى العاشرة لرحلة يوري جاجارين على متن مركبة فوستوك 1، لكن مشاكل فنية أخرت موعد الإطلاق حتى 19 أبريل. انطلق الطاقم الأول في وقت لاحق ضمن مهمة سويوز 10، لكنهم واجهوا مشاكل أثناء عملية الإرساء بالمحطة ولم يتمكنوا من دخولها؛ وبالتالي أُلغيت مهمة سويوز 10 وعاد الطاقم إلى الأرض بأمان. انطلق طاقم بديل في مهمة سويوز 11 وبقي على متن المحطة لمدة 23 يومًا. كانت هذه أول مرةٍ في تاريخ رحلات الفضاء تكون فيها محطة فضائية مأهولة برواد فضاء، وقد حطمت المهمة الرقم القياسي لأطول فترةٍ مأهولة في الفضاء. مع ذلك، كان هذا النجاح قصير الأجل، فقد قُتل الطاقم أثناء دخول الغلاف الجوي، إذ فُتح صمام معادلة الضغط في كبسولة العودة قبل أوانه، ما تسبب في اختناق الطاقم. كان أفراد الطاقم أول أشخاص على الإطلاق، والوحيدين حتى الآن، الذين لقوا حتفهم في الفضاء. بعد هذا الحادثة، عُلقت جميع المهام لإعادة تصميم مركبة سويوز. دُمرت المحطة عن قصد عن طريق تخفيض مدارها بعد قضائها ستة أشهر في الفضاء، وذلك نتيجة نفاذ وقودها قبل أن يتمكن السوفييت من إطلاق مركبة سويوز ذات تصميم جديد نحوها. 